# Dipoena mendoza
Dipoena mendoza är en spindelart som beskrevs av Claude Lévi 1967. Dipoena mendoza ingår i släktet Dipoena och familjen klotspindlar. Inga underarter finns listade i Catalogue of Life.